# クレマン (パチスロ)
クレマンとはパチスロのコインと同じ厚さでできた板状の器具であり、コイン投入口から挿入することにより機器に大量のコインが投入されたと誤認させ、不正にコインクレジットを増やすゴト行為。なお、他に、クレマン君、クレ満とも呼ばれる。

## 概要
パチスロにはコイン投入口があり、ここからコインを投入するとまずベットランプが点灯し（最高3枚まで）、さらにコインを投入するとクレジットが増える（最高50枚分までコインが貯留できる）仕組みである。クレジット残数があれば、コインを投入しなくともベットボタンを押すだけでベットランプが点灯して遊技可能となる。クレマンは、このコイン投入口から挿入しスイッチに触れることで、一瞬にしてクレジット残数を満タンに出来る装置であり、「クレジットを満タンにする」ことからクレマンの名がついた。スイッチ部分は透明もしくはパチスロの投入口部分とそっくりに似せてあるため、いったん挿入すると外見上からの判別はきわめて困難である。
この装置を使うことで、打ち手はコインを借りることなく遊技を続けられ（無料（フリー）打ち）、あるいはクレジットの払い出しボタンを押してコインの払い出しを受けることが出来る。
店舗でのクレマン等によるクレジット上げ、体感器使用等の不正行為による玉・メダルの獲得は「刑法第235条・窃盗罪」、また不正行為が目的での入店は、店舗管理者の意思に反する立ち入りとして「刑法第130条・建造物侵入罪」が適用され、法により罰せられる。なお、2009年1月14日、大阪地方裁判所はクレ満を使用したゴト師に対して、窃盗罪で懲役1年4ヶ月の判決（クレ満ゴトとしては全国初の実刑判決）を出した。

## 仕組み
パチスロのコイン投入口からコインを投入すると、コインは筐体内部の経路を通ってコインセレクターと言う装置を通過する。コインセレクターとはコインの通過を判断するためのセンサーであり、コイン経路の一方に発光体、反対側のセンサーでその光を感知するというのが基本的な構造である。コインがこの部分を通過すると光が一瞬遮断されるので、これをセンサーで感知して通過したコインの枚数をカウントするという仕組みである。（あくまでこれは基本的な仕組みであり、実際のパチスロではもう少し複雑な構造となっているようだが、詳細な構造は保安上の理由などにより公開されていない）
クレマンはコインと同じ厚さの薄い板状の器具で、コイン投入口から挿入すると器具の先端がちょうどこのセンサー部分に届くような形状になっている。もう一方の先端がスイッチになっており、外見上は透明、またはパチスロのコイン投入口部分とそっくりに似せてある。コインを入れるふりをしながらこのスイッチに触れると、センサー側の先端部分が高速で点滅し、センサーはその点滅をコインが通過したと誤認し、クレジット残数が上昇するというものである。

## 対策
まず基本となるのは視認であり、コイン貸出機で貸し出しを受けないのに長々と遊技を続けている、あるいはコイン投入口にコインを入れていないのに遊技を続けている打ち手を視認する。またパチンコ店側でも筐体内部に異物センサーを設けて感知したり、クレマン返しと呼ばれる金具を取り付けてクレマンの挿入を防ぐなどの対策もとられている。
しかしながら、メダ満やクレコインなどと呼ばれる新種の装置も登場し、対策はいたちごっことなっているのが現状である。
また、コイン払い出し口にコインセンサを追加して、払い出し枚数を2重にチェックするという事もよく行なわれており、複数のパチスロ周辺機器メーカーからそのための対策部品が発売されている。この場合、パチスロ機が出力している遊技情報（何枚コインが投入されて何枚分の入賞があったか、など）と照合して、辻褄の合わない払い出しが発生した場合に店員に通知する仕掛けになっている。しかしこれもクレジットを満タンにした直後に払い戻しを行なった場合など、一部のケースでしか正しく検知ができず、完全な対策にはなっていない。
さらに、風俗営業等の規制及び業務の適正化等に関する法律（風営法）第9条のいわゆる「公安委員会の承認を受けない設備の変更の禁止」規定の存在が問題をややこしくしている。パチスロの場合はこの条文がパチスロ機の不正改造禁止目的で解釈され「保安通信協会（保通協）でパチスロ機の検定を受けた時点で取り付けられている部品以外のものを公安委員会の許可なしに取り付けてはいけない」という扱いになるのだが、特に近年警察が風営法関連の取り締まりについて運用の厳格化を進めているために、結果として上記のような対策器具の取り付けが公安委員会及び警察により制限を受けるということも発生し、かえって対策の遅れにつながっている。上記の例としては、2007年1月、苫小牧市のパチスロ店がクレマンを使えないように機器の仕様を変更したが、所轄の警察署への申請を怠っていたため、北海道公安委員会から営業停止処分を受けている。